# Sigebert III
Sigebert III —Sighiberto— (vers 630-vers 658) va ser rei merovingi d'Austràsia des que amb tan sols quatre anys el seu pare Dagobert I l'instaurés com a monarca, el 634. Sigebert es va casar amb Chimnechildis, amb qui tingué dos fills: Dagobert II (vers 654-679), va ser obligat a exiliar-se a Irlanda a la mort del seu pare, i acabà tornant l'any 676 per ser proclamat rei d'Austràsia; i Bilichildis?, esposa de Khilderic II

## Biografia
Fill gran (i il·legítim) de Dagobert I i una de les seves concubines, va ser nomenat rei d'Austràsia el gener de l'any 634 per satisfer l'aristocràcia austrasiana, que no volien un rei dels francs únics i desitjaven certa autonomia. El regne, però, continuava formant part del Reialme dels Francs.
A la mort de Dagobert l'any 639, el majordom de palau Pipí de Landen va governar Austràsia en el seu nom de forma independent del regne de Nèustria, que havia passat a mans del mig-germà petit de Sigebert, Clodoveu II.
Als deu anys, el 640, va liderar el seu exèrcit contra el duc Radulph de Turíngia, que s'havia proclamat rei. Però Radulph va derrotar-lo i Turíngia va quedar com un regne independent. Segons la crònica de Fredegari, la desfeta va fer que Sigebert es posés a plorar des de la seva muntura.
El fill de Pipí, Grimoald, va succeir el seu pare com a majordom d'Austràsia. Grimoald va aconseguir convèncer el jove rei que adoptés el seu propi fill Khildebert com a hereu. Quan finalment Sigebert tingué un fill propi (el futur Dagobert II), el majordom va veure que la seva posició perillava i aquest fet causà conflictes interns, que van acabar amb l'assassinat del rei. A la mort de Sigebert, als 25 anys, Grimoald va ordenar exiliar el jove Dagobert a Irlanda perquè no interferís en l'ascensió del seu fill, que seria coronat rei.

## Llegat i santificació
Sigebert és considerat un dels reis mandrosos, i durant el seu regnat s'exemplificà el declivi del poder reial a costa de la creixent importància dels majordoms de palau. S'ha interpretat que el declivi del poder merovingi té els seus orígens en la joventut dels seus reis, ja que tant ell com el seu germà petit Clodoveu II de Nèustria eren adolescents sense prou habilitat per liderar un exèrcit o imposar la seva autoritat, mentre els majordoms de palau a càrrec del govern perseguien els seus propis interessos.
Sota el tutelatge de Pipí de Landen i d'altres sants de l'època, el rei desenvolupà un caràcter pietós. És reconegut com a fundador de nombrosos monestirs, hospitals i esglésies. Per aquest fet fou canonitzat per l'Església Catòlica l'any 1170.
Sigebert III havia estat sebollit a l'abadia de Saint-Martin de Metz; el 1063, la cripta es va enfonsar i les seves restes van ser retrobades, iniciant-se llavors el culte al rei com a sant, culte que va ser reconegut per l'Església en 1070. Les relíquies van portar-se a Nancy i el 1742 va ser proclamat sant patró del ducat de Lorena. Durant la Revolució francesa, però, les restes van ser profanades i dispersades.